# Stefan Herheim
Stefan Herheim, né le 13 mars 1970 à Oslo, est un metteur en scène d'opéra norvégien. Remarqué pour ses nombreuses mises en scène originales, Stefan Herheim est le directeur artistique du Theater an der Wien depuis la  saison 2022-2023.

## Biographie
Stefan Herheim est violoncelliste de formation et acquiert une première expérience avec un théâtre de marionnettes avec lequel il parcourt de nombreuses scènes. Il étudie ensuite la mise en scène d'opéra avec Götz Friedrich à l'Opéra de Hambourg, dans l’Université de musique et d’arts du théâtre, entre 1994 et 1999. Il rédige son mémoire de fin d'études sur une mise en scène de la Flûte enchantée de Mozart, qu'il réalisera pour la scène du Théâtre d'État d'Oldenbourg en 1999. Le prix Götz-Friedrich lui est décerné en 2002 pour sa mise en scène de I puritani au Théâtre Aalto de Essen.
Le jeune metteur en scène défraye ensuite la chronique avec une série de mises en scène souvent controversées mais généralement saluées par la critique, telles que L'Enlèvement au Sérail de Mozart au Festival de Salzbourg en 2003 que le Monde qualifie de « vaudeville survitaminé ».
Tous les répertoires lyriques l'intéressent et il produit également un Giulio Cesare au Norske Opera d'Oslo puis La forza del destino au Staatsoper de Berlin en 2005 ou Don Giovanni à Essen en 2007 et plus récemment, les Contes d'Hoffmann au Bregenzer Festspiele, les Vêpres siciliennes à Copenhague en 2015 puis à Londres en 2017, Peter Grimes à l'Opéra de Munich en 2022.
Dès 2006, à Riga, il met en scène Richard Wagner une première fois avec le Prologue du Ring, Das Rheingold, à l'Opéra National de Lettonie mais c'est son Parsifal au festival de Bayreuth en 2008 qui le fait connaître au monde lyrique comme l'un des metteurs en scène les plus intéressants du moment même si les critiques sont divisées sur l'appréciation de ce "nouveau" Parsifal,.
Son Lohengrin est proposé en avril 2009 au Staatsoper de Berlin où il ouvre le festival de Pâques, accueilli avec enthousiasme par le public tandis que ses Meistersinger von Nürnberg se produisent au Festival de Salzbourg en 2013, mise en scène reprise par l'Opéra de Paris en 2015. Sa plus grande entreprise sera la mise en scène du Ring en 2021 et 2022 au Deutsche Oper de Berlin, qui succède à celle de Götz Friedrich, en place à Berlin depuis 32 ans. A nouveau les interprétations de Stefan Herheim ne font pas l'unanimité, notamment die Walküre et Götterdämmerung pas davantage que la sortie d'un coffret DVD en 2023 chez Naxos. Le cycle complet est repris en mai 2024 à Berlin.
Stefan Herheim s'illustre également dans le répertoire russe, avec les mises en scène de Eugène Onéguine à l'Amsterdam Music Theatre en 2011 sous la direction de Mariss Jansons, représentation captée pour un DVD qui sort en 2012 chez Opus Arte, Rusalka à l'Opéra de Lyon en 2014 puis celles de La Dame de pique, à nouveau à Amsterdam en 2016, avec sortie d'un DVD et reprise en 2019 au Royal Opera House de Londres.

## Récompenses
- International Opera Award dans la catégorie « metteur en scène » (2022)[19]

## Vidéographie d'opéras mis en scène par Stefan Herheim
- Rusalka - Antonín Dvořák - De Munt/La Monnaie, Opéra de Bruxelles - 2012
- Les Vêpres siciliennes (version française) - Giuseppe Verdi, Royal Opera House, Londres, sous la direction d'Antonio Pappano - Warner classic - 2015
- La Dame de Pique - Piotr Illitch Tchaïkovski - sous la direction de Mariss Jansons - Dutch National Opera - Unitel - 2018
- Der Ring des Nibelungen - Richard Wagner - coffret 4 DVD - Naxos - 2022